# Encyklopedia otwarć szachowych
Encyklopedia otwarć szachowych to pięciotomowa encyklopedia (obecnie dostępna również jako baza danych w postaci cyfrowej) szczegółowo opisująca otwarcia szachowe, wydawana przez redakcję serbskiego wydawnictwa Šahovski informator (znanego pod angielską nazwą Chess Informant). Opisywane warianty są zebrane z setek tysięcy partii mistrzów szachowych, publikowanych w Informatorze, zanalizowanych i usystematyzowanych przez uznanych szachistów - współpracowników Informatora. Šahovski informator został założony w 1966 roku przez arcymistrza Aleksandra Matanovicia. 
Šahovski informator wprowadził nowatorski sposób nazywania otwarć szachowych za pomocą trzyznakowego kodu, który przyjął się na całym świecie i jest znany obecnie pod nazwą kodu ECO (od Encyclopedia of Chess Openings). Kod ECO zastępuje tradycyjne nazwy otwarć i umożliwia ich precyzyjniejszą systematykę. Jest stosowany praktycznie we wszystkich wydawnictwach szachowych i komputerowych bazach partii. Wszystkie otwarcia podzielono na pięć grup, oznaczonych literami od A do E. Każda grupa zawiera sto rodzajów otwarć, ponumerowanych od 00 do 99. Trzyznakowy kod ECO składa się z litery oznaczającej grupę oraz dwóch cyfr oznaczających numer otwarcia w tej grupie. W poniższym podziale na grupy zapis "1.bez 1.d4 i 1.e4" oznacza "pierwsze posunięcie białych inne niż 1.d4 i 1.e4".

## Klasyfikacja podstawowa
| Grupa | Otwarcie                                                                                                |
| ----- | --- |
| A     | - 1.bez 1.d4 i 1.e4 - 1.d4 bez 1...Sf6 i 1...d5 - 1.d4 Sf6 bez 2.c4 - 1.d4 Sf6 2.c4 bez 2...e6 i 2...g6 |
| B     | - 1.e4 bez 1...e6 i 1...e5 - 1.e4 c5                                                                    |
| C     | - 1.e4 e6 - 1.e4 e5                                                                                     |
| D     | - 1.d4 d5 - 1.d4 Sf6 2.c4 g6 z 3...d5                                                                   |
| E     | - 1.d4 Sf6 2.c4 e6 - 1.d4 Sf6 2.c4 g6 bez 3...d5                                                        |

## Grupa A
| A00       | otwarcia nieregularne              |
| A01       | debiut Larsena                     |
| A02 – A03 | debiut Birda                       |
| A04 – A09 | otwarcie Retiego                   |
| A10 – A39 | partia angielska                   |
| A40 – A50 | rzadkie debiuty powstające po 1.d4 |
| A51 – A52 | gambit budapeszteński              |
| A53 – A55 | obrona staroindyjska               |
| A56       | obrona Benoni                      |
| A57 – A59 | gambit wołżański                   |
| A60 – A79 | obrona Benoni                      |
| A80 – A99 | obrona holenderska                 |

## Grupa B
| B00       | rzadkie debiuty powstające po 1.e4 |
| B01       | obrona skandynawska                |
| B02 – B05 | obrona Alechina                    |
| B06       | obrona Robatscha                   |
| B07 – B09 | obrona Pirca                       |
| B10 – B19 | obrona Caro-Kann                   |
| B20 – B99 | obrona sycylijska                  |

## Grupa C
| C00 – C19 | obrona francuska                                      |
| C20       | rzadkie debiuty powstające po 1.e4 e5                 |
| C21 – C22 | debiut centralny i gambit północny                    |
| C23 – C24 | debiut gońca                                          |
| C25 – C29 | partia wiedeńska                                      |
| C30 – C39 | gambit królewski                                      |
| C40       | rzadkie debiuty powstające po 1.e4 e5 2.Sf3           |
| C41       | obrona Philidora                                      |
| C42 – C43 | obrona rosyjska                                       |
| C44       | rzadkie debiuty powstające po 1.e4 e5 2.Sf3 Sc6       |
| C45       | partia szkocka                                        |
| C46       | obrona trzech skoczków                                |
| C47 – C49 | obrona czterech skoczków                              |
| C50       | rzadkie debiuty powstające po 1.e4 e5 2.Sf3 Sc6 3.Gc4 |
| C51 – C52 | gambit Evansa                                         |
| C53 – C54 | partia włoska                                         |
| C55 – C59 | obrona dwóch skoczków                                 |
| C60 – C99 | partia hiszpańska                                     |

## Grupa D
| D00       | rzadkie debiuty powstające po 1.d4 d5  |
| D01 – D05 | debiut pionem hetmańskim               |
| D06       | gambit hetmański – rzadkie kontynuacje |
| D07       | obrona Czigorina                       |
| D08 – D09 | kontrgambit Albina                     |
| D10 – D19 | obrona słowiańska                      |
| D20 – D29 | gambit hetmański przyjęty              |
| D30 – D69 | gambit hetmański nieprzyjęty           |
| D70 – D99 | obrona Grünfelda                       |

## Grupa E
| E01 – E09 | partia katalońska         |
| E10       | gambit Blumenfelda        |
| E11       | obrona Bogolubowa         |
| E12 – E19 | obrona hetmańsko-indyjska |
| E20 – E59 | obrona Nimzowitscha       |
| E60 – E99 | obrona królewsko-indyjska |